# Xian de Suide
Le xian de Suide (绥德县 ; pinyin : Suídé Xiàn) est un district administratif de la province du Shaanxi en Chine. Il est placé sous la juridiction de la ville-préfecture de Yulin.

## Démographie
La population du district était de 337 372 habitants en 1999.